# Пол Стратърн
Пол Стратърн (на английски: Paul Strathern) е британски учен (преподавател в Кингстънския университет, Лондон) и писател (автор на произведения в жанровете биография и исторически роман) от шотландско-ирландски произход.

## Биография и творчество
Роден е през 1940 г. в Лондон, Англия. Учи в Тринити Колидж, Дъблин и получава докторска степен по философия. Служи в търговския флот в продължение на 2 години и живее на гръцки остров. През 1966 г. пътува по суша до Индия и Хималаите. После е преподавател по философия и математика в Кингстънския университет, Лондон.
През 1972 г. е издаден романът му „Сезон в Абисиния“, който е удостоен с наградата „Съмърсет Моъм“.
Автор е на множество биографични книги за значими и емблематични личности в науката, философията и литературата. Те са включени в поредиците му „Философи за 90 минути“, „Великите писатели в 90 минути“ и „Голямата идея: учените, които промениха света“. Всяка една книга представя личността във вид на сбита, експертна оценка на живота и идеите му, обяснява влиянието му, творческите му постижения, хронологията на живота му и списъци с допълнителна литература.
Пол Стратърн живее със семейството си в Лондон.

## Произведения

### Романи
Самостоятелни романи
- A Season In Abyssinia; An Impersonation of Arthur Rimbaud (1972) – награда „Съмърсет Моъм“
- The Medici: Godfathers of the Renaissance (2003)
Медичите – кръстниците на Ренесанса, изд.: ИК „Персей“, София (2007), прев. Стефан Аврамов
- A Brief History of Medicine: From Hippocrates' Four Humours to Crick and Watson's Double Helix (2005)
- Napoleon in Egypt (2007)
- The Artist, the Philosopher, and the Warrior: The Intersecting Lives of Da Vinci, Machiavelli, and Borgia and the World They Shaped (2009)
- One Man's War (2018)
- Death in Florence: The Medici, Savonarola, and the Battle for the Soul of a Renaissance City (2011)
- The Venetians: A New History: From Marco Polo to Casanova (2012)
- The Borgias: Power and Depravity in Renaissance Italy (2019)

### Поредици
„Философи за 90 минути“ (Philosophers in 90 Minutes)
- Aristotle (1996)
- Berkeley (1996)
- Bertrand Russell (2001)
- Confucius (1996)
- Derrida (2000)
- Descartes (1996)
- Dewey (2002)
- Foucault (2000)
- Hegel (1990)
- Heidegger (2002)
- Hume (1999)
- J.S. Mill (2002)
- Kant (1996)
- Kierkegaard (1997)
- Leibniz (2000)
- Locke (1996)
- Machiavelli (2000)
- Marx (2001)
- Nietzsche (1996)
- Plato (1996)
- Rousseau (2002)
- Sartre (1998)
- Schopenhauer (1998)
- Socrates (1997)
- Spinoza (1996)
- Spinoza in 90 Minutes
- St. Augustine (1997)
- Thomas Aquinas (1999)
- Wittgenstein (1996)

„Великите писатели в 90 минути“ (Great Writers in 90 Minutes)
- Beckett (2004)
- Borges (2006)
- D.H. Lawrence (2005)
- Dostoevsky (2004)
- Garcia Marquez (2004)
- Hemingway (2005)
- James Joyce ()2005
- Kafka (2004)
- Nabokov (2004)
- Tolstoy (2006)
- Poe (2006)
- Virginia Woolf (2005)

„Голямата идея – учените, които промениха света“ (The Big Idea: Scientists Who Changed the World)
- Bohr And Quantum Theory (1997)
- Crick, Watson and DNA (1997)
- Einstein and Relativity (1997)
- Hawking and Black Holes (1997)
- Newton and Gravity (1997)
- Pythagoras And His Theorem (1997)
- Turing and the Computer (1997)
- Archimedes & Titik Tumpu (1998)
- Curie and Radioactivity (1998)
- Darwin and Evolution (1998)
- Galileo And The Solar System (1998)
- Oppenheimer And The Bomb (1998)
- Mendeleyev's Dream (2000)